# توريلاباخا
بلدية توريلاباخا (بالإسبانية: Torrelapaja) هي بلدية تقع في مقاطعة سرقسطة التابعة لمنطقة أراغون شمال شرق إسبانيا.

## الديموغرافيا
بلغ عدد سكان بلدية توريلاباخا 43 نسمة عام 2011 (وفقاً للمعهد الوطني الإسباني للإحصاء).
| 48 | 43 | 42 | 36 | 42 | 42 | 43 |